# وایت پاین (میشیگان)
وایت پاین (به انگلیسی: White Pine) یک منطقهٔ مسکونی در ایالات متحده آمریکا است که در شهرستان انتوناگون، میشیگان واقع شده‌است. وایت پاین ۴۷۴ نفر جمعیت دارد و ۲۷۴٫۰۲ متر بالاتر از سطح دریا واقع شده‌است.